# 5084 Gnedin
5084 Gnedin è un asteroide della fascia principale del diametro medio di circa 23,1 km. Scoperto nel 1977, presenta un'orbita caratterizzata da un semiasse maggiore pari a 3,1478513 UA e da un'eccentricità di 0,1020458, inclinata di 7,43260° rispetto all'eclittica.